# Shawn Levy
Shawn Levy (Montreal, 23 juli 1968) is een Canadees-Amerikaans acteur, filmregisseur, filmproducent en scenarioschrijver.

## Biografie
Levy heeft als tiener zijn opleiding gevolgd op de St George’s High School in Montreal en later op de Stagedoor Manor in New York. Op twintigjarige leeftijd haalde hij zijn diploma op Yale-universiteit. Hierna verhuisde hij naar Los Angeles om zich te vestigen als acteur.
Levy begon in 1986 met acteren in de film Miles to Go.... Hierna heeft hij nog meerdere rollen gespeeld in films en televisieseries zoals Tour of Duty (1989-1990), Beverly Hills, 90210 (1993), Made in America (1993), Big Fat Liar (2002) en Night at the Museum: Battle of the Smithsonian (2009).
Levy begon in 1997 met regisseren met de film Just in Time. Hierna heeft hij nog meerdere films en televisieseries geregisseerd zoals Big Fat Liar (2002), Cheaper by the Dozen (2003), The Pink Panther (2006) en Date Night (2010).
Levy begon met produceren in 2001 met de film Jett Jackson: The Movie. Hierna heeft hij nog meer films en televisieseries geproduceerd zoals Cheaper by the Dozen 2 (2005), Night at the Museum (2006), Night at the Museum: Battle of the Smithsonian (2009), Date Night (2010) en Deadpool & Wolverine (2024).
Levy heeft twee dochters.

## Prijzen
- 1998 Directors Guild of America Award in de categorie Uitstekende Prestatie in Regisseren van een Kinder Programma met de televisieserie The Secret World of Alex Mack (1 afl.) – genomineerd.
- 2002 Directors Guild of Canada Award in de categorie Uitstekende Prestatie in een Televisie Film/Serie met de film Jett Jackson: The Movie – gewonnen.
- 2002 Gemini Award in de categorie Beste Kinder/Jeugd Programma/Serie met de televisieserie The Famous Jett Jackson – gewonnen.

## Filmografie

### Acteur

#### Films
Uitgezonderd korte films.
- 2013 The Internship - als man met nap pod
- 2009 Night at the Museum: Battle of the Smithsonian – als informele vader
- 2005 Cheaper by the Dozen 2 – als medewerker ziekenhuis
- 2003 Cheaper by the Dozen – als verslaggever
- 2002 Big Fat Liar – als gast op feest bij Wolf
- 1997 Just in Time – als fotograaf
- 1993 Trouble Shooters: Trapped Beneath the Earth – als Travis
- 1993 Made in America – als Dwayne
- 1991 Brotherhood of the Gun – als Teddy McBride
- 1991 Our Shinning Moment – als J.J.
- 1988 The Kiss – als Terry
- 1988 Liberace: Behind the Music – als Glenn
- 1987 Wild Thing – als Paul
- 1987 First Offender – als ??
- 1986 Zombie Nightmare – als Jim Batten
- 1986 Miles to Go... – als Greg

#### Televisieseries
Uitgezonderd eenmalige gastrollen.
- 2000 The Famous Jett Jackson – als producer – 3 afl.
- 1993 Beverly Hills, 90210 – als Howard Banchek – 2 afl.
- 1989 – 1990 Tour of Duty – als Buda Sills – 2 afl.

### Regisseur

#### Films
- 2024 Deadpool & Wolverine
- 2022 The Adam Project
- 2021 Free Guy
- 2014 Night at the Museum: Secret of the Tomb
- 2014 This Is Where I Leave You
- 2013 The Internship
- 2012 Family Trap
- 2012 Little Brother
- 2011 Family Album
- 2011 Real Steel
- 2010 Date Night
- 2009 Night at the Museum: Battle of the Smithsonian
- 2006 Night at the Museum
- 2006 The Pink Panther
- 2005 Joint Custody
- 2004 The Deerings
- 2003 Cheaper by the Dozen
- 2003 Just Married
- 2002 Big Fat Liar
- 2001 Jett Jackson: The Movie
- 1999 Stray Dog
- 1999 Dear America: Dreams in the Golden County
- 1997 Address Unknown
- 1997 Just in Time

#### Televisieseries
- 2023 All the Light We Cannot See - 4 afl.
- 2016 - 2021 Stranger Things - 8 afl.
- 2017 Imaginary Mary - 2 afl.
- 2016 Unbreakable Kimmy Schmidt - 1 afl.
- 2002 Birds of Prey – 1 afl.
- 2002 Do Over – 1 afl.
- 2000 In a Heartbeat – 2 afl.
- 1999 So Weird – 2 afl.
- 1998 – 1999 Animorphs – 5 afl.
- 1998 First Wave – 1 afl.
- 1997 – 1998 The Journey of Allen Strange – 3 afl.
- 1997 – 1998 Lassie – 5 afl.
- 1996 – 1997 The Secret World of Alex Mack – 6 afl.
- 1997 Dead Man's Gun – 1 afl.

### Producent

#### Films
- 2024 Deadpool & Wolverine
- 2023 The Boogeyman
- 2023 Crater
- 2022 Night at the Museum: Kahmunrah Rises Again
- 2022 Rosaline
- 2022 Cheaper by the Dozen
- 2022 The Adam Project
- 2021 There's Someone Inside Your House
- 2021 Free Guy
- 2020 Love and Monsters
- 2020 The Violent Heart
- 2018 Kin
- 2018 The Darkest Minds
- 2017 Kodachrome
- 2017 Table 19
- 2017 Fist Fight
- 2016 Why Him?
- 2016 Arrival
- 2014 Night at the Museum: Secret of the Tomb
- 2014 Alexander and the Terrible, Horrible, No Good, Very Bad Day
- 2014 This Is Where I Leave You
- 2014 The Novice
- 2013 The Internship
- 2013 The Spectacular Now
- 2013 Keep Calm and Karey On
- 2012 The Watch
- 2012 Family Trap
- 2012 Rogue
- 2011 Family Album
- 2011 Real Steel
- 2010 Date Night
- 2009 Night at the Museum: Battle of the Smithsonian
- 2009 The Pink Panther 2
- 2008 The Rocker
- 2008 What Happens in Vegas...
- 2006 Night in the Museum
- 2005 Cheaper by the Dozen 2
- 2004 The Deerings
- 2002 I Saw Mommy Kissing Santa Claus
- 2001 Jett Jackson: The Movie

#### Televisieseries
- 2024 The Perfect Couple - 6 afl.
- 2020 - 2024 Unsolved Mysteries - 24 afl.
- 2023 All the Light We Cannot See - 4 afl.
- 2021 - 2023 Shadow and Bone - 16 afl.
- 2016 - 2022 Stranger Things - 34 afl.
- 2022 Lost Ollie - 4 afl.
- 2011 - 2021 Last Man Standing - 175 afl.
- 2020 Dash & Lily - 8 afl.
- 2020 I Am Not Okay with This - 7 afl.
- 2017 Imaginary Mary - 9 afl.
- 2014 Cristela - 1 afl.
- 2006 Pepper Dennis – 7 afl.
- 2000 – 2001 The Famous Jett Jackson – 26 afl.

### Scenarioschrijver
- 1998 The Famous Jett Jackson – televisieserie

- Biblioteca Nacional de España: XX1594996
- Bibliothèque nationale de France: cb141157336 (data)
- Gemeinsame Normdatei: 14114663X
- International Standard Name Identifier: 0000 0001 1654 5708
- Library of Congress Control Number: n2008031060
- MusicBrainz: be037607-a5f3-4e05-b697-6ead09859de0
- Nationale Bibliotheek van Tsjechië: xx0128252
- Nationale Bibliotheek van Israël: 987007396335005171
- Nationale Bibliotheek van Polen: a0000002783469
- SNAC: w6jr524w
- Système universitaire de documentation: 184722705
- Virtual International Authority File: 61014692
- WorldCat: E39PBJwmQcbhbdqfKgbBDF3CwC